# Cinderella (film 1913)
Cinderella è un cortometraggio del 1913 diretto da Harry Buss. Nel ruolo di Cenerentola (Cinderella), la diciottenne Gertie Potter che chiuse con questo film la sua carriera cinematografica iniziata nel 1905 alla Hepworth.

## Produzione
Il film fu prodotto dalla Hepworth. Venne usato il sistema Vivaphone, e fu sincronizzato dalla Columbia Records.

## Distribuzione
Il film, un cortometraggio di otto minuti, uscì nelle sale britanniche nel dicembre del 1913 distribuito dalla Hepworth.